# Lush
Lush byla anglická rocková skupina, která vznikla v Londýně v roce 1987. Její původní sestavu tvořili Miki Berenyi (zpěv, kytara), Emma Anderson (zpěv), Steve Rippon (baskytara) a Chris Acland (bicí). Rippona v roce 1991 nahradil Phil King. Kapela vydala tři dlouhohrající desky a v roce 1996 se po Aclandově smrti rozpadla. V letech 2015 až 2016 skupina znovu vystupovala, a to v sestavě Berenyi-Anderson-King, přičemž na bicí hrál Justin Welch. V roce 2016 vydala své první nové nahrávky po dvaceti letech v podobě EP Blind Spot. V říjnu 2016 skupinu opustil King a v listopadu bylo oznámeno, že kapela odehraje ještě jeden poslední koncert, při němž bude na baskytaru hrát Michael Conroy, a poté ukončí svou činnost. V roce 2018 založili Berenyi, Welch a Conroy novou skupinu Piroshka.